# Jean-Baptiste Roustaing
Jean-Baptiste Roustaing (Bègles, 15 de outubro de 1805 - Bordeaux, 2 de janeiro de 1879) foi advogado, jurisconsulto, bastonário da Ordem do Advogados de Bordeaux e autor de diversos trabalhos jurídicos. Espírita francês, foi o coordenador da obra Les Quatre Évangeles – Spiritisme Chrétien ou Révélation de la Révélation ("Os Quatro Evangelhos ou Revelação da Revelação|Os Quatro Evangelhos - Espiritismo Cristão ou Revelação da Revelação'"), obra psicografada pela médium belga Émilie Collignon.

## Biografia

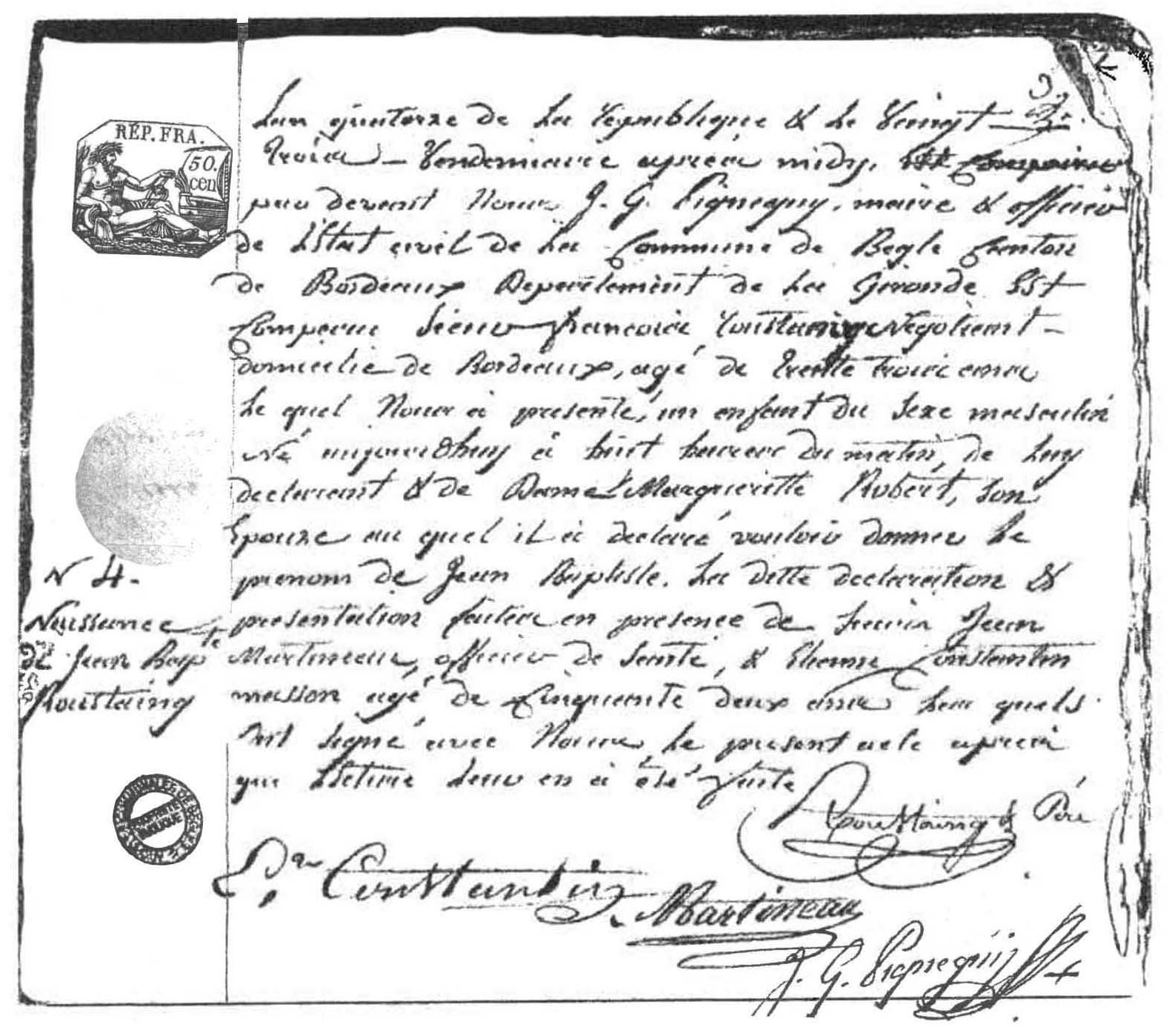
Fac-símile do registro de nascimento de Jean-Baptiste Roustaing,1805, França.

À época de Roustaing, até os dias atuais, ainda é comum a utilização de cognomes entre os familiares franceses. No caso de Jean-Baptiste Roustaing, ele teve o cognome St. Omer. Foi filho de François Roustaing, negociante, e de Margueritte Robert. Teve três irmãos: Joseph, Alfred (provavelmente um cognome) e Jeanne.
Jean-Baptiste Roustaing teve uma juventude repleta de dificuldades, obrigando-o, desde cedo, a trabalhar para que pudesse custear seus estudos. Essas vicissitudes o acompanharam até a vida adulta, chegando a afetar-lhe a saúde. Concluiu os estudos iniciais no Collège Royal de Bordeaux, tendo seguido para Toulouse, para cursar Direito. Esgotados os recursos da família, lecionou literatura, ciências, filosofia e matemáticas especiais, a princípio em Toulon, onde residiu de 1823 a 1826. Conseguiu, desse modo, o diploma em Direito. Estagiou em Paris, de 1826 a 1829, vindo a ingressar na advocacia por volta de 1830, conforme registrou o presidente da Ordem dos Advogados de Bordeaux, o Dr. R. Brouillaud, em 1971.
Anos mais tarde, retornou para Bordeaux, fixando-se em definitivo. Em 3 de agosto de 1847, inscreveu-se na Ordem dos Advogados de Bordeaux. Foi eleito bastonário daquela instituição, em 11 de agosto de 1848, para o ano judiciário de 1848-1849. Este título é conferido ao advogado de maior saber jurídico e de reconhecida probidade pessoal e profissional. Sua cultura e saber, também, alçaram-no jurisconsulto. Foi indicado secretário do Conselho para o ano de 1852-1853. Em 24 de agosto de 1850 casou com sua prima e viúva, sem filhos do primeiro matrimônio, Elisabeth Roustaing. Em 2 de agosto de 1855, deixou as funções administrativas da Ordem.
Em 1858, acometido de grave enfermidade, após 30 anos de labor, é obrigado a se afastar das atividades profissionais. Porém, mesmo assim, permanecendo com advogado consultor. Restabelecido, retorna aos trabalhos de advogado, em 1861. Roustaing também se dedicou às ações beneficentes, de modo especial em Bordeaux e, também, no distrito de Targon, na região de Entre-deux-Mers, onde possuía na comuna rural de Arbis, uma propriedade, adquirida em 1855. Conforme seus discípulos e amigos registraram na obra Les Quatre Évangiles de J.-B. Roustaing. Réponses à ses Critiques et à ses Adversáires, Bordeaux e Paris, 1882, Roustaing foi um "homem de coração simples e de espírito humilde."
Jean-Baptiste Roustaing faleceu no dia 2 de janeiro de 1879, tendo seu sepultamento ocorrido no cemitério da Chatreuse, no jazigo Gautier. Não deixou descendentes. Diante do jazigo, usou da palavra o sr. Battar (discurso registrado no Journal de Bordeaux, do dia 06 de janeiro de 1879), então bastonário da Ordem dos Advogados de Bordeaux, que fez extenso elogio do colega, ressaltando-lhe as qualidades de excepcional advogado e de conhecido benfeitor no campo da caridade prestada aos pobres e doentes.

## Contato com oEspiritismo
Roustaing esteve afastado da advocacia, por motivo de doença, de 1858 a 1861. Neste período travou contacto com o fenómeno das mesas girantes e das comunicações com os espíritos, estudados à época por Allan Kardec, que publicou O Livro dos Espíritos, em (1857) e O Livro dos Médiuns, em (1861). Como Kardec, Roustaing também mostrou cepticismo, antes de estudar o assunto profundamente.
"Minha primeira impressão foi a de incredulidade devida à ignorância, mas eu bem sabia que uma impressão não é uma opinião e não pode servir de base ao julgamento; que, para isso, é necessário, antes de tudo, nos coloquemos em situação de falar com pleno conhecimento de causa. (…) Sabia e sei ainda ser ato de insensatez aprovar ou repudiar, afirmar ou negar o que se não conhece em absoluto, ou o que se não conhece bastante, o que se não examinou suficientemente e aprofundou sob o duplo ponto de vista teórico e experimental, na medida das faculdades próprias, sem prevenções, sem idéias preconcebidas." (in: Os Quatro Evangelhos (5ª ed., vol. I). Rio de Janeiro, FEB, 1971. p. 58.)
Ainda esclareceu:
"Com a minha vida inteira irresistivelmente presa à pesquisa da verdade, na ordem física, moral e intelectual, deliberei informar-me cientificamente, primeiro pelo estudo e pelo exame, depois pela observação e pela experimentação, do que haveria de possível, de verdade ou de falso nessa comunicação do mundo espiritual com o mundo corpóreo, nessa doutrina e ciência espíritas." (op. cit. p.59)
Assim, leu primeiramente O Livro dos Espíritos, aceitando-o na íntegra como revelação lógica e racional. Depois, O Livro dos Médiuns, aceitando-o igualmente. Após estudar e examinar estas obras, debruçou sobre a História, desde sua origem até os dias contemporâneos, buscando os registros oficiais sobre as comunicações entre o mundo espiritual e o mundo corporal. Consultou os livros de filosofia profana e religiosa, desde os antigos, ao século XVIII. Também pesquisou os textos dos prosadores e poetas, objetivando analisar as crenças e costumes dos tempos, com relação a imortalidade e comunicações com espíritos. Perlustrou o Antigo e o Novo Testamento, como nunca fizera outrora. Ao final, reconheceu que:
"ser um fato a comunicação do mundo espiritual com o mundo corporal, comunicação que na ordem divina, providencial, é instrumento de que se serve Deus para enviar aos homens a luz e a verdade adequadas ao tempo e às necessidades de cada época, na medida do que a Humanidade, conforme o meio em que se acha colocada, pode suportar e compreender, como condição e elemento do seu progresso." (op. cit. pp. 59-61)
Sobre O Livro dos Espíritos, escreveu:
"(…) uma moral pura, uma doutrina racional, de harmonia com o espírito e progresso dos tempos modernos, consoladora para a razão humana; a explicação lógica e transcendente da lei divina ou natural, das leis de adoração, de trabalho, de reprodução, de destruição, de sociedade, de progresso, de igualdade, de liberdade, de justiça, de amor e de caridade, do aperfeiçoamento moral, dos sofrimentos e gozos futuros." (op. cit., p. 58.)
No sentido de conhecer os fenômenos, aproximou-se do grupo familiar de Émile A. Sabò, em Junho de 1861, onde, seis meses mais tarde, iria conhecer o casal Emilie e Charles Collignon. Émilie Collignon seria a médium que viria a psicografar a obra Os Quatro Evangelhos ou Revelação da Revelação.
Findo o período de estudos, análises e reconhecimentos, constatou que já havia, em algumas famílias da cidade de Bordeaux, médiuns com as quais ele pode se relacionar. Assim, deu início a uma segunda fase, agora experimental, cujos trabalhos de experimentação e observação foram diários. Após este período, concluiu Roustaing:
"Ao cabo dessa obra de experimentação e de observação no terreno das manifestações inteligentes, às quais se vieram juntar-se as manifestações físicas no terreno material, achei-me convencido de que a comunicação do mundo espiritual com o mundo corporal é uma das leis da Natureza". (op. cit. p.63)
Deste período, Roustaing registrou, em carta à Kardec:
"Depois de ter estudado e compreendido, eu conhecia o mundo invisível como conhece Paris quem a estudou sobre o mapa. Pela experiência, trabalho e observação continuada, conheci o mundo invisível e seus habitantes como quem a percorreu, mas sem ter ainda penetrado em todos os recantos desta vasta capital. Não obstante, desde o começo do mês de abril, graças ao conhecimento que me proporcionastes, do excelente sr. Sabò e de sua família patriarcal, todos bons e verdadeiros espíritas, pude trabalhar e trabalhei constantemente todos os dias com eles ou em minha casa, e na presença e com o concurso de adeptos de nossa cidade, que estão convictos da verdade do Espiritismo, embora nem todos sejam ainda, de fato e praticamente, espíritas." (Carta de Roustaing a Kardec. Revista Espírita, Junho de 1861)
Ainda em dezembro de 1861, quando do segundo encontro com Collignon, Roustaing recebe uma mensagem psicografada pela médium. Semelhante ao que ocorrera com Hippolyte Léon Denizard Rivail (Allan Kardec), quando findou seus estudos e análises sobre as comunicações e fenômenos espirituais, Roustaing era concitado pela espiritualidade a sua tarefa missionária. Assim, de imediato, Jean-Baptiste Roustaing dá início a sua missão de coordenador, de todo o material que seria psicografado sobre os Evangelhos, os Dez Mandamentos e Jesus, através da mediunidade de Émilie Collignon. Em maio de 1865, já com todo o material preparado, recebe instrução dos espíritos que o assistiam, para a publicação da obra. O trabalho recebe o título sugerido pelos espíritos: Os Quatro Evangelhos – Espiritismo Cristão. Sendo que Roustaing adiciona, sem consultar os espíritos, o subtítulo: “ou Revelação da Revelação”. Expressão encontrada no bojo do trabalho (op. cit. pp. 64 e 65)
A elaboração da obra estendeu-se de dezembro de 1861 a maio de 1865 (3 anos e 5 meses). O lançamento foi nos dias 5 de abril (2 volumes) e 5 de maio (último volume) de 1866, conforme anúncios feitos por Auguste Bez em L'Union Spirite Bordelaise. Ignora-se quantos exemplares foram então impressos.
Após a desencarnação de Kardec e Roustaing, ambos deram presença em reunião espírita. O acontecimento foi registrado à pagina 563 da Revue Spirite de dezembro de 1883:
"... seu espírito (mme. Boudet), o do Mestre (A. Kardec), os de todos os mortos amados, todos esses da primeira hora, Jobard, Samson, Costeau, Hobach, Sonudra, Didier, d'Ambel, Morin, J-B Roustaing, Coutenceau, Collard, Bernardeau, prince de Wittgenstein, Rossignol, Guilbert, Mlle. Lieutand, M.M. Larré, Barroux, Monvoison e centenas de outros assistiam em espírito a esta bela sessão."

## A formação da FEB e o Espiritismo no Brasil
Alguns autores defendem a tese de que seguidores de Kardec e Roustaing foram fundamentais na formação da Federação Espírita Brasileira e em como o Espiritismo se estruturou no Brasil. Por outro lado, os adversários de Roustaing afirmam que a obra de Allan Kardec foi deturpada pelos chamados rustenistas. A instituição, porém, não representa nem defende o Espiritismo em suas bases doutrinárias, ao publicar obras que jamais passaram por qualquer critério, à maneira orientada pelos próprios Espíritos da codificação.
Este embate de pureza doutrinária é antigo e existe desde a fundação da FEB e, em 2003, tomou vias judiciais com o jornalista e escritor kardecista/rustenista Luciano dos Anjos entrando na justiça contra a reforma estatutária da instituição. Setores anti-Roustaing, do movimento espírita brasileiro, tentam há anos abolir a bibliografia do coordenador de Os Quatro Evangelhos da entidade. Os defensores do binômio Kardec-Roustaing defendem que o estudo das obras dos dois missionários se trata de cláusula pétrea do estatuto da FEB, por que desde a fundação da instituição, O Livro dos Espíritos e Os Quatro Evangelhos foram sempre estudados em conjunto.
Os adversários de Roustaing consideram que a pureza da doutrina espírita foi comprometida, porque a obra coordenada por ele não foi aferida pelo critério da universalidade do ensino, metodologia defendida por Kardec, e por que defende teses contrárias a certos princípios basilares da Doutrina Espírita, como o da não-retrogradação do Espírito e a metempsicose, já que, segundo consta das obras de Roustaing, um espírito poderia reencarnar na forma de um "criptógamo carnudo" (termo original presente na obra "Os Quatro Evangelhos", vol. 1, pág. 313), animal assemelhado a uma lesma, como forma de punição por erros passados. Portanto, a obra de Roustaing não teria nenhum valor, além de opinião pessoal dos espíritos que as ditaram. Em contrapartida, adeptos do binômio Kardec-Roustaing argumentam que somente a maioria nunca foi critério de verdade. Caso a metodologia de verificação, proposta por Kardec, fosse a única para aferir a universalidade do ensino, O Livro dos Espíritos estaria comprometido quanto ao ensinamento da reencarnação. Haja vista, a grande maioria das manifestações (psicografia e psicofonia) dos espíritos da Inglaterra, Escócia, Irlanda, Canadá e Estados Unidos da América negam a reencarnação. Por causa disto e de outras situações similares com relação ao O Livro dos Espíritos, Kardec considerou que a aplicação da razão e da lógica fossem critérios para aceitar ou rejeitar uma verdade transmitida por manifestações de espíritos. Allan Kardec já expusera essa ressalva, na Revista Espírita de maio de 1866, pág. 138 da tradução portuguesa, quando aludiu à marcha progressiva do espiritismo.
Aceitando todas as ideias novas fundadas na razão e na lógica, desenvolvendo-as e fazendo surgirem outras desconhecidas, seu futuro está assegurado.
Na Revista Espírita de agosto de 1867, também da tradução portuguesa, pág. 234, Kardec reforça:
É a universalidade do ensino, aliás sancionado pela lógica, que fez e que completará a doutrina espírita. 